# 姫路市立飾磨中部中学校
姫路市立飾磨中部中学校（ひめじしりつ しかまちゅうぶちゅうがっこう）は、兵庫県姫路市飾磨区細江に所在する公立中学校。

## 沿革
戦後の学制改革により姫路市が設置した新制中学校14校のうちのひとつである。1947年3月の姫路市新学制実施準備協議会の第1回会合では飾磨地区に「第九中学校」「第十中学校」の2校を設置する原案が示され、4月2日の第2回会合ではこれを3校にし「飾磨西部中学校」「飾磨中部中学校」「飾磨東部中学校」と改めた。4月7日の第3回会合でもこの案が維持されたが、県の承認の段階で「飾磨西部中学校」「飾磨東部中学校」は「部」の字が削られ「飾磨西中学校」「飾磨東中学校」と改められたのに対し、本校のみ当初の校名が保たれた。
- 1947年（昭和22年）5月1日 - 姫路市立飾磨中部中学校開校。飾磨小併設青年学校を校舎として使用。
- 1950年（昭和25年） - 新校地として山陽製鋼寮跡を買収、校舎建築。

## 部活動

### 運動部
- 野球部
- 女子バレーボール部
- バスケットボール部
- ソフトテニス部
- 剣道部
- 男子卓球部
- 男子バスケットボール部

### 文化部
- 吹奏楽部
- 美術部
- 生け花部

## 通学区域
姫路市立飾磨小学校校区のうち、姫路市立飾磨東中学校の通学区域を除く区域。

## 著名な出身者
- 小深田大地（プロ野球選手）
- 釣寿生（プロ野球選手）

## 通学区域が隣接している学校
- 姫路市立飾磨東中学校
- 姫路市立山陽中学校
- 姫路市立飾磨西中学校